# José Domingos (músico)

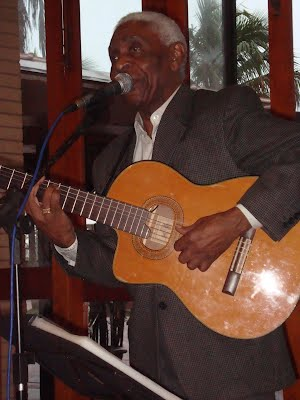
José Domingos cantando enquanto toca seu violão.

José Domingos (Guaxupé, 1940) foi um cantor, compositor e violonista brasileiro. Nasceu em Guaxupé, Minas Gerais. Em 1956, mudou-se para a capital paulista. Em São Paulo, trabalhou na Real Aerovias, a maior empresa de aviação da América Latina na época. Apelidado “Príncipe da noite paulistana”
Iniciou a carreira artística em 1960, quando participou como compositor, do Primeiro Festival de MPB, organizado pelo clube dos artistas, com o samba "Grande ciúme", defendido por Cláudio de Barros, e obteve o sétimo lugar.

## Discografia
- (2011) Santa Ignorância
- (1981) Exemplo
- (1979) Quando eu me chamar saudade
- (1974) Sambas
- (1962) Samba da cegonha/Esposa verdadeira
- (1979) Chave de coração

## Nas redes sociais
No YouTube José Domingos somou milhões de visualizações em seu canal. Sendo sucesso a sua interpretação da música Naquela Mesa, famosa na voz de Nelson Gonçalves, que alcançou mais de 6 milhões de visualizações.